# Anne Elliot
Anne Elliot (Originaltitel Persuasion, dt. Überredung) ist der letzte vollständige Roman von Jane Austen. Er wurde zwischen August 1815 und August 1816 verfasst, allerdings erst 1818 postum veröffentlicht.
Der Roman spielt 1814 in der historischen Grafschaft Somersetshire (heute Somerset) im Südwesten Englands und in Bath, einem populären Badeort.

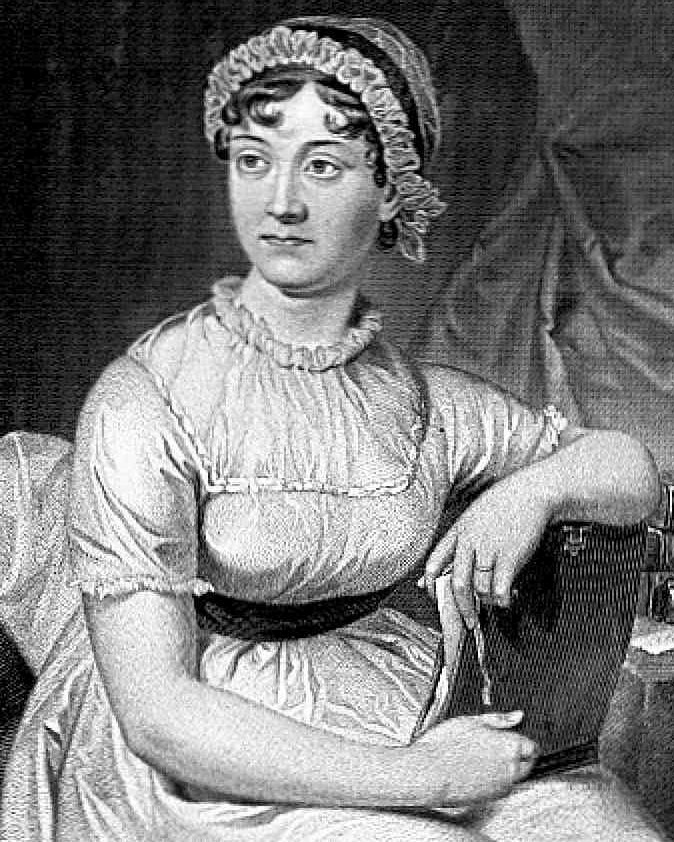
Autorin Jane Austen, Idealisiertes postumes Porträt, 1873

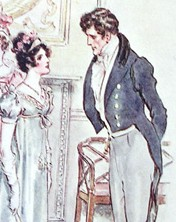
Illustration von C. E. Brock

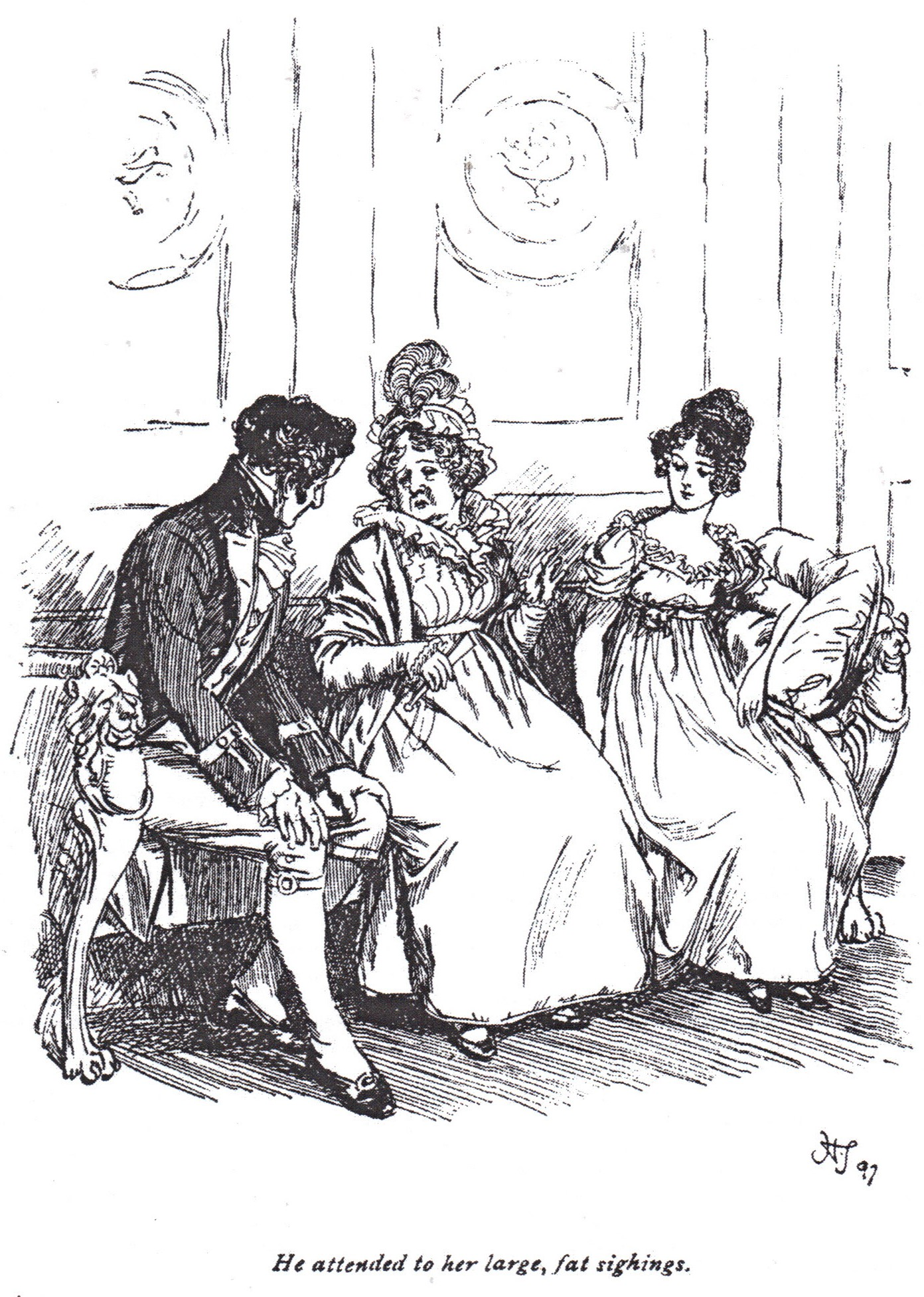
Illustration von Hugh Thomson (1909)

Während Jane Austen den Roman schrieb, machten sich erste Anzeichen ihrer Krankheit bemerkbar, an der sie zwei Jahre später im Alter von 41 Jahren starb.

## Handlung
Anne Elliot ist die mittlere von drei Töchtern des Baronet Sir Walter Elliot. Ihr Vater ist sich seines guten Aussehens und seines Ranges sehr bewusst und lebt über seine Verhältnisse. Annes Mutter, eine feinsinnige und vernünftige Frau, ist längst tot, und ihre ältere Schwester Elizabeth ähnelt ihrem Vater in ihrem Charakter und hat bereits in sehr jungen Jahren die Rolle ihrer Mutter in der ländlich und feudal geprägten Umgebung übernommen. Annes jüngere Schwester Mary ist eine nervöse und unselbstständige Frau, die eine Vernunftehe mit Charles Musgrove von Uppercross Hall eingegangen ist, dem Erben eines einfachen, aber sehr respektierten Landedelmanns in der Nachbarschaft. Anne ist mit ihrer guten Bildung und ihrem vernünftigen Wesen eine Ausnahme in dieser Gesellschaft und findet in ihrer Verwandtschaft nicht viel Gesellschaft. Mit 27 Jahren noch unverheiratet, scheint sie dazu verdammt, eine 'alte Jungfer' zu werden.
Acht Jahre zuvor wurde Anne von der früheren engsten Freundin ihrer Mutter, der zu ihrer eigenen engen Vertrauten gewordenen Lady Russell, davon überzeugt, eine Verlobung mit Frederick Wentworth, den sie trotz erst kurzer Bekanntschaft sehr liebte, aufzugeben. Als Freundin ihrer Mutter fühlte sich Lady Russell verantwortlich für Anne, zu der sie die engste Beziehung unter den drei Schwestern unterhielt. Lady Russell hatte es nicht für sinnvoll gehalten, mitten im Krieg einen mittellosen Marineoffizier ohne besondere Herkunft und mit geringen Zukunftsaussichten zu heiraten.
Wentworth tritt erneut in Annes Leben, als Sir Walter gezwungen ist, wegen finanzieller Schwierigkeiten sein Landgut Kellynch Hall, das er nicht mehr unterhalten kann, zu vermieten. Der Mieter ist ausgerechnet Wentworths Schwager, Admiral Croft. Wentworth selbst hat es in den napoleonischen Kriegen zum Rang eines Kapitäns gebracht und ein beträchtliches Vermögen von ca. 25.000 £ über Prisengelder erworben. Annes Vater und ihre Schwester Elizabeth sowie eine Freundin von Elizabeth, eine Mrs. Clay, ziehen nach Bath um. Anne bekommt die Aufgabe, sich in Uppercross um Mary zu kümmern, die sich krank fühlt.
Die Musgroves, einschließlich Mary, Charles sowie Charles jüngeren Schwestern Henrietta und Louisa, sind sehr erfreut, die Crofts und Frederick Wentworth als neue Nachbarn zu begrüßen. Beide Musgrove-Schwestern fühlen sich zu Wentworth hingezogen, obwohl Henrietta bereits mit ihrem Cousin Charles Hayter, einem Geistlichen, informell verlobt ist. Hayter wird als Schwiegersohn gerade noch akzeptiert, obwohl er den Musgroves sozial und finanziell unterlegen ist. Charles, Mary und die Crofts spekulieren kontinuierlich, welche von beiden Schwestern Wentworth heiraten könnte.
Das Verhältnis zwischen Anne und Wentworth ist bei den unvermeidlichen Begegnungen besonders von seiner Seite aus sehr kühl und reserviert, so dass niemand eine frühere Beziehung oder stärkere Gefühle zwischen beiden vermutet. Annes Liebe zu Wentworth hat nicht nachgelassen, sie sieht sie aber wegen ihres früheren Verhaltens als aussichtslos an.

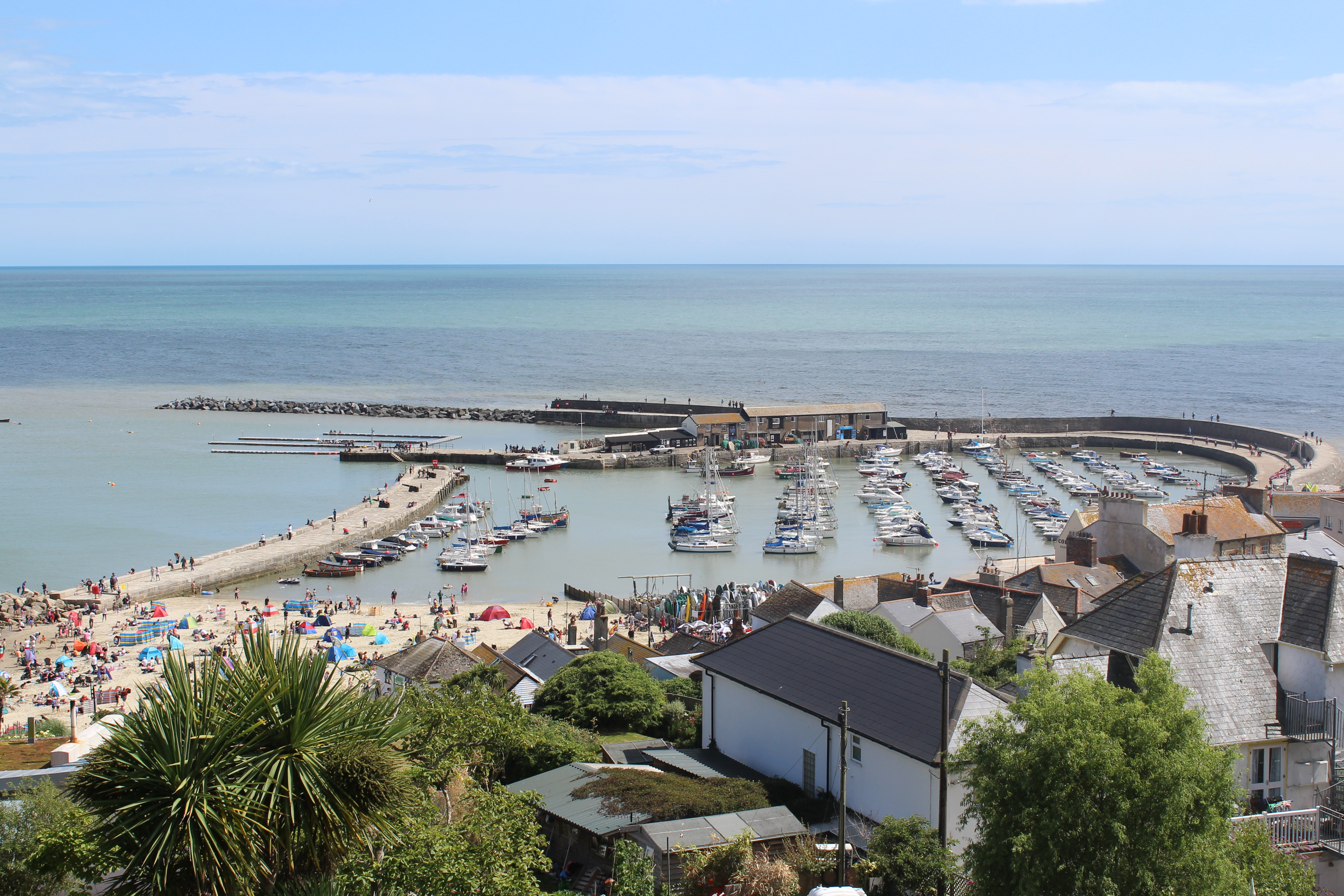
Lyme Regis Hafen

Alle jüngeren Mitglieder der Gesellschaft nehmen an einem Ausflug zu einem engen Freund von Captain Wentworth, Captain Harville, in der Nähe von Lyme Regis teil. Louisa Musgrove erleidet durch ihr ungestümes Verhalten einen Unfall, bei dem  die Umsicht von Anne in der Organisation von Hilfe deutlich wird.
Louisa erholt sich nur langsam, und ihre Persönlichkeit scheint sich durch den Unfall verändert zu haben. Sie fühlt sich nun zu einem weiteren Freund von Wentworth hingezogen, der den Tod seiner Verlobten, einer Schwester von Captain Harville, betrauert. Die beiden finden auch deshalb zusammen, weil Wentworth wegen der Befürchtung, dass die Beziehung zu Louisa zu eng werden könnte, abgereist ist.
Anne begibt sich nach Bath, wo inzwischen Sir Walter, wenn auch in kleinerem Rahmen als in Kellynch Hall, mit Elizabeth und Mrs. Clay seinen aufwändigen Lebensstil wieder aufgenommen hat. Hier wurde auch die Bekanntschaft mit dem Cousin und – wegen des Mangels an männlichen Nachkommen – späteren Erben von Sir Walter, William Elliot, erneuert, der in der Vergangenheit nicht viel Wert auf die Verwandtschaft gelegt hatte. Er ist nach einer unstandesgemäßen, aber sehr reichen Heirat verwitwet. Elizabeth hat ein Auge auf ihn geworfen, aber Lady Russell, die nun auch in Bath eingetroffen ist, erkennt, dass William Elliot Anne den Hof macht.
Obwohl William Elliot als perfekter Gentleman auftritt, misstraut Anne seinem undurchsichtigen Wesen. Sie wird zusätzlich von einer unerwarteten Quelle näher über seinen wahren berechnenden Charakter informiert. Eine alte Schulfreundin, Mrs. Smith, lebt in Bath unter ärmlichen Bedingungen. Mrs. Smiths verstorbener Ehemann war einst Mr. Elliots engster Freund. Nachdem er Mr. Smith zu finanziellen Abenteuern verleitet hatte und dieser verarmte, ließ er ihn schnell fallen.
Die Freundin von Anne vermutet, dass Mr. Elliot die Beziehung zu ihrer Familie nur deshalb wieder aufgenommen hat, um sein späteres Erbe, besonders den Titel eines Baronets, zu sichern. Er befürchtet eine Heirat zwischen Sir Walter und Mrs. Clay und einen möglichen Sohn aus einer solchen Ehe, der die Erbfolge verändern würde. Die Informationen ihrer Freundin helfen Anne, den Überredungskünsten von Lady Russell, die nun in William Elliot einen idealen Ehemann für Anne sieht, zu widerstehen. Sie bekommt auch mehr Vertrauen in ihr eigenes Urteilsvermögen.
Die gesamte Musgrove-Familie, die Crofts sowie Captain Wentworth und sein Freund Captain Harville sind nun ebenfalls in Bath eingetroffen. Anne und Wentworth begegnen sich öfters und versuchen trotz der widrigen Umstände, sich langsam wieder anzunähern. Wentworth wird wegen seiner eleganten und bestimmenden Erscheinung und seines Vermögens gesellschaftlich zunehmend akzeptiert.
Die Situation kompliziert sich, als jeder, auch Wentworth, eine bevorstehende Heirat zwischen Anne und William Elliot vermutet. Erst als Wentworth hört, wie Anne in einem Gespräch mit Captain Harville leidenschaftlich über die Beständigkeit der Gefühle einer Frau spricht, schreibt er ihr einen Brief, in dem er ihr seine unvermindert tiefe Zuneigung gesteht und seinen früheren Antrag wiederholt. Anne akzeptiert und ist sich nun sicher, die richtige Entscheidung getroffen zu haben.
Am Ende ist Sir Walter von Wentworth beeindruckt und mit seinem Schwiegersohn einverstanden. Auch Lady Russell räumt ein, dass sie falsch über Captain Wentworth geurteilt hatte, und sie und Anne bleiben Freundinnen. Mr. Elliot hat sich inzwischen Mrs. Clay zugewandt, die durch die Heirat von Anne mit Captain Wentworth ihre Pläne mit Sir Walter vereitelt sieht.

## Hauptfiguren
Anne Elliot – Die zweite Tochter von Sir Walter ist 27 Jahre alt und unverheiratet. Acht Jahre vor der Handlung des Buches hat sie sich in Frederick Wentworth, einen jungen, mittellosen Marineoffizier, verliebt.
Sir Walter Elliot – Ein eitler und selbstzufriedener Baronet. Sir Walters verschwendungssüchtiger Lebensstil seit dem Tod seiner Ehefrau 13 Jahre zuvor hat seine Familie in finanzielle Schwierigkeiten gebracht.
Elizabeth Elliot – Die älteste Tochter von Sir Walter teilt die Auffassungen ihres Vaters gänzlich. Ihr Verhältnis zu Anne ist mehr als kühl.
Mary Musgrove – Die jüngste Tochter von Sir Walter ist unsicher und fühlt sich unverstanden. Sie flüchtet sich in Krankheit oder gibt vor, krank zu sein.
Charles Musgrove – Ehemann von Mary und Erbe des Musgrove-Landsitzes. Er wollte zunächst Anne heiraten.
Lady Russell – Eine Freundin der Elliots, besonders von Anne. Wegen ihrer früheren Freundschaft zu der verstorbenen Lady Elliot fühlt sie sich verantwortlich.
Mrs. Clay – Eine arme Witwe, Tochter von Sir Walters Anwalt und intime Freundin von Elizabeth Elliot. Sie arbeitet insgeheim darauf hin, Sir Walter zu heiraten.
Captain Frederick Wentworth – Ein Marine-Offizier, der acht Jahre vorher kurz mit Anne verlobt war. Seine Erfolge in den Napoleonischen Kriegen haben seine finanzielle und gesellschaftliche Situation seitdem deutlich verbessert. Er ist einer der beiden Brüder von Sophia Croft.
Admiral Croft – Ein gutmütiger, offenherziger Mieter auf Kellynch Hall und Schwager von Captain Wentworth.
Sophia Croft – Die Schwester von Captain Wentworth und Ehefrau von Admiral Croft. Sie ist für Anne ein Beispiel für eine starke, intelligente und gleichzeitig glücklich verheiratete Frau.
Louisa Musgrove – Die etwa 19-jährige Schwester von Charles Musgrove ist eine temperamentvolle junge Dame. Captain Wentworth bewundert sie wegen ihrer Entschlossenheit und ihrem Selbstbewusstsein.
Henrietta Musgrove – Die etwa 21-jährige, ältere Schwester von Charles Musgrove, die mit ihrem Cousin Charles Hayter informell verlobt ist.
Captain Harville – Ein Freund von Captain Wentworth. Er wurde im Krieg verwundet und lebt mit seiner Familie in der Nähe von Lyme.
Captain James Benwick – Ein Freund von Captain Harville. Benwick war verlobt mit Captain Harvilles Schwester Fanny, aber sie starb, während Benwick auf See war. Der Verlust hat ihn melancholisch und zum Liebhaber von Poesie werden lassen.
Mr. William Elliot – Ein Cousin und voraussichtlicher Erbe von Sir Walter. Er entfremdete sich von der Familie, als er eine Frau von niedrigerer sozialer Stellung, aber großem Vermögen heiratete. Er ist jetzt Witwer.
Mrs. Harriet Smith – Eine Schulfreundin von Anne Elliot, lebt in Bath. Sie ist eine verarmte und gesundheitlich angeschlagene Witwe und war früher über ihren Mann eng mit William Elliot bekannt. Sie ist durch ihre Krankenpflegerin Mrs. Rooke auf dem Laufenden über das gesellschaftliche Leben in Bath.
Lady Dalrymple – Eine Viscountess und Cousine von Sir Walter. Ihr Reichtum und Rang verleihen ihr eine hohe gesellschaftliche Stellung.

## Ausgaben
Originalausgaben
- Persuasion. John Murray, London 1818 (Erstausgabe).
- Northanger Abbey and Persuasion. Collection of British Authors, Vol. 1176, Tauchnitz, Leipzig 1871.
- Persuasion. London, Penguin Classics 2003. ISBN 978-0-14-143968-6

Deutsche Übersetzungen
- Anna. Ein Familiengemälde von Johanna Austen. Aus dem Englischen übersetzt von W. A. Lindau. 2 Bde. Kollmann, Leipzig 1822. Digitalisat
- Anne Elliot. Übertr. aus d. Engl. von Margarete Rauchenberger, Vorw. von Angela Thirkell, Schaffrath Verlag, Köln 1948.
- Anne Elliot. Aus d. Engl. übers. von Ilse Leisi. Nachw. von Max Wildi, Manesse Bibliothek der Weltliteratur, Manesse, Zürich 1966.
- Die Liebe der Anne Elliot. Aus d. Engl. übertr. von Gisela Reichel, Kiepenheuer, Weimar 1968.
- Überredung. Übers. von Ursula und Christian Grawe. Nachw. u. Anmerkungen von Christian Grawe. Reclam, Stuttgart 1983. ISBN 3-15-027972-0
- Anne Elliot oder die Kraft der Überredung. Übers. von Sabine Roth. Nachwort von Dorothea Tetzeli von Rosador. dtv, München 2010. ISBN 978-3-423-13901-4.

Hörbuch
- Anne Elliot oder die Kraft der Überredung. Gekürzte Lesung. Regie: Margrit Osterwold. Gelesen von Eva Mattes. Aus dem Englischen von Sabine Roth. 6 CD, ca. 450 Minuten, Hörbuch Verlag, Hamburg 2010, ISBN 978-3-89903-696-1.
- Anne Elliot oder Die Kunst der Überredung. Ungekürzte Fassung. Übers. von Margarete Rauchenberger, gelesen von Kornelia Boje, Der Audio Verlag, München 2018, ISBN 978-3-7424-0677-4.

## Verfilmungen
- 1960: Persuasion – Regie Campbell Logan, mit Daphne Anderson und Derek Blomfield
- 1971: Persuasion – Regie Howard Baker, mit Anne Firbank und Bryan Marshall
- 1995: Jane Austens Verführung – Regie Roger Michell, mit Amanda Root und Ciarán Hinds
- 2007: Persuasion – Regie Adrian Shergold, mit Sally Hawkins und Rupert Penry-Jones
- 2021: Moderne Verführung – Regie Alex Appel, Jonathan Lisecki, mit Alicia Witt, Shane McRae und Mark Moses
- 2022: Überredung – Regie Carrie Cracknell, mit Dakota Johnson und Cosmo Jarvis